# Văn loại học
Văn loại học (tiếng Anh: genology) là ngành học nghiên cứu cách phân loại nghệ thuật ngôn từ (tiêu chuẩn phân loại, cách phân loại), sự diễn biến của thể loại (như sự hình thành, biến đổi, tiêu vong).
Văn loại học là một ngành có lịch sử lâu đời, tuy nhiên trong lịch sử chủ yếu chỉ nghiên cứu các hiện tượng bề mặt. Mấy chục năm cuối của thế kỷ XX, văn loại học có một sự chuyển biến mới về chất, gắn liền với văn học so sánh. Các nhà nghiên cứu đã chú ý đến tiêu chuẩn khoa học của phân loại và ý nghĩa của thể loại đối với phê bình văn học và giá trị của văn học.
Trong phạm vi văn học so sánh, văn loại học còn nghiên cứu sự lưu truyển thể loại văn học từ nước này sang nước khác cũng như xem xét sự khác và giống nhau của các thể loại trên phương diện nghiên cứu song song. Hiện tượng thiếu vắng một thể loại văn học nào cũng được nêu ra và giải thích.